# Český Lačnov
Český Lačnov (dříve též Český Lučna, německy Böhmisch Lotschnau, lidově Kitzig) je bývalá samostatná ves a dnes část obce Opatovec. Nachází se v katastrálním území Opatovec přibližně 1,5 km jižně od centra obce a 5 km severně od centra města Svitavy.
Asi 300 m východně od Českého Lačnova leží železniční zastávka Opatovec.
Český Lačnov historicky souvisel s mnohem starším a rozlehlejším Moravským Lačnovem, jehož částí jako tzv. Viertel-Lotschnau (Čtvrt-Lačnov) původně byl. Z původních 35 domů bylo 24 na moravské a 11 na české straně zemské hranice. Zajímavostí je, že zemská hranice procházela pozemkem č. 12 a to nejen tak, že na odlišných stranách hranice ležely dům a zahrada, ale dokonce hranice procházela přímo kuchyní, takže pec se nacházela v Čechách, zatímco stůl na Moravě.